# Приукрашивание прошлого
Приукрашивание прошлого — когнитивное искажение, которое заключается в том, что воспоминания о прошлом воспринимаются более позитивно, чем было на самом деле.
Приукрашивание прошлого тесно связано с феноменом ложной памяти, ведь воспоминания человека отличаются от реальности.
Существуют исследования, в которых указывается на то, что негативные эмоции преувеличиваются в памяти так же, как и положительные. Наши эмоции влияют на то, как именно мы запомним момент, который произошёл.
Ложные представления о прошлом ставят под угрозу как способность людей создавать достоверные автобиографии, так и их надежность как коммуникаторов. Однако такие убеждения способствуют развитию у людей чувства компетентности и уверенности в себе, повышая психологическое благополучие.
Есть два популярных психологических объяснения, почему ожидания могут превосходить реальный опыт. Первое: во время непосредственного переживания события человек может отвлекаться на посторонние сигналы, и в итоге во время припоминания будет концентрироваться не на самом центральном событии, но на второстепенных факторах, на которые ранее отвлекался. Второе объяснение: по мере приближения к событию во избежание разочарования снижаются позитивные ожидания от него, вследствие чего прошлый опыт кажется более позитивным в сравнении с текущим.

### Исследования
Одним из первых исследований приукрашивания прошлого считается исследование Теренса Митчела, Ли Томпсона, Эрика Питерсона, и Ренди Кронка. В исследовании приняли участие 21 человек, которые путешествовали в течение 12 дней. В своём исследовании авторы показали, что при позитивном ожидании события (в данном случае поездки), будут и позитивные воспоминания.
Во втором исследовании приняли участие 77 человек. Данное исследование проводилось во время Дня Благодарения. Участники указывали свои ожидания до праздника и во время него. Результаты показали, что ожидания и воспоминания о празднике более благоприятны, чем впечатления, полученные во время каникул, если судить сразу после них. Рассказы студентов сразу после каникул содержали больше негативных мыслей, чем до или через неделю после мероприятия. Этот результат позволяет предположить, что радужная картина частично может рассматриваться как смягчающий эффект. Негативные мысли об отпуске не предвидятся и не вспоминаются даже через неделю.

#### Преувеличение негативных и позитивных эмоций
Эмоциональное преувеличение прошлого может быть как позитивным, так и негативным. Например в исследовании 2021 года изучалась группа из 120 детей в возрасте около 12 лет, позже исследование было повторено на той же группе в возрасте около 15 лет. В течение недели дети заполняли короткие эмоциональные анкеты в произвольных точках в течение учебного дня. После этого их попросили вспомнить эмоции, пережитые за неделю, в ретроспективе (их спрашивали только о предыдущей неделе): 15-летних не просили вспомнить свои эмоции в возрасте 12 лет. Было обнаружено, что дети 12 лет давали позитивную оценку своим воспоминаниям, а подростки 15 лет более негативную.

#### Ограничения
В рамках изучения феномена выделяются два ключевых ограничения проведения исследований. Во-первых, достаточно сложно сохранять наивность респондентов — при просьбе оценить эмоциональную валентность или уровень эмоционального возбуждения, вызываемый воспоминанием, участники могут намеренно или ненамеренно искажать эмоции в ответах (см. эффект экспериментатора). Во-вторых, подобные исследования воспоминаний в большинстве своем требуют лонгитюдного дизайна, при котором эмоциональное состояние респондента фиксируется как до или во время события, так и спустя продолжительное время после события при его припоминании.

### Список литературы
1. Bortolotti L., Sullivan‐Bissett E. The epistemic innocence of clinical memory distortions //Mind & Language. – 2018. – Т. 33. – №. 3. – С. 263-279.
2. Hastie R., Park B. The relationship between memory and judgment depends on whether the judgment task is memory-based or on-line //Psychological review. – 1986. – Т. 93. – №. 3. – С. 258.
3. Loomes G., Sugden R. Regret theory: An alternative theory of rational choice under uncertainty //The economic journal. – 1982. – Т. 92. – №. 368. – С. 805-824
4. Bell D. E. Regret in decision making under uncertainty //Operations research. – 1982. – Т. 30. – №. 5. – С. 961-981.
5. Mitchell T. R. et al. Temporal adjustments in the evaluation of events: The “rosy view” //Journal of experimental social psychology. – 1997. – Т. 33. – №. 4. – С. 421-448.
6. Zurbriggen C. L. A., Jendryczko D., Nussbeck F. W. Rosy or blue? Change in recall bias of students’ affective experiences during early adolescence //Emotion. – 2021. – Т. 21. – №. 8. – С. 1637.